# Saurornithoides
Saurornithoides („mající podobu ptáka“) byl menším masožravým dinosaurem (teropodem) z čeledi Troodontidae, který žil v období svrchní křídy (před asi 75 miliony let) na území dnešního Mongolska (souvrství Džadochta, poušť Gobi).

## Objev a popis
Typový druh byl popsán americkým paleontologem H. F. Osbornem roku 1924 pod jménem S. mongoliensis. Holotyp sestává z nekompletní kostry, zahrnující i část lebky. Tento troodontid patří k vývojově vyspělým zástupcům a vykazuje zajímavou směsici anatomických znaků, zejména pak velké očnice, umožňující stereoskopické vidění. Tento menší predátor zřejmě dosahoval délky kolem 2 až 2,5 metru a hmotnosti zhruba 35 kilogramů.